# Château du Mousseau
Pour les articles homonymes, voir Château du Mousseau (Poil) et Mousseau.
Le château du Mousseau est un édifice situé sur la commune d'Orbigny, dans le département d'Indre-et-Loire, en France.

## Localisation
Le château du Mousseau se situe à 0,8 km à l'ouest du centre-bourg d'Orbigny, à proximité de la D 89.

## Historique
Le Mousseau fut un fief de Montrichard ; la carte de Cassini le désigne sous le nom de « Monceau », mais l'orthographe « Mousseaux » se retrouve également. 
Les seigneurs sont Hippolyte Dufour (1484) ; Jean Charbonnier (1677) ; Pierre Dupont de Mousseau, seigneur de La Cormeillère, de la Piery et de la Grand Maison de Tenay, huissier de la Chambre du duc d'Orléans (1720) ; François-Étienne Dupont de Mousseau, receveur des fermes du roi (1727) ; Philippe Dupont (1757) ; Françoise-Marguerite Dupont, femme de Jean-François Gaultier de La Richerie (1775).
Lors de la Seconde Guerre mondiale, le maquis Lecoz, emmené par Georges Dubosq, un aventurier repris de justice qui se fait appeler « capitaine Lecoz », s'installe au château dès les premiers jours de septembre 1944. De là, il mène plusieurs opérations de véritable Résistance mais aussi de pillage des demeures environnantes et d'exécutions sommaires jusqu'au début du mois d'octobre où ce maquis, devenu trop encombrant, est prié de quitter la région pour rejoindre l'armée du général de Lattre de Tassigny, vers la Haute-Saône et le Territoire de Belfort.

## Description
Propriété de la famille Law de Lauriston, il est construit selon le style néo-Louis XIII en pierre de taille et briques, architecture peu courante dans la région, entre 1876 et 1880.
Une chapelle est aménagée au dernier niveau du corps central. Un ensemble de communs complète l'édifice.